# West African Football Academy SC
El West African Football Academy Sporting Club es un equipo de fútbol de Ghana que milita en la Liga de fútbol de Ghana, el torneo de fútbol más importante del país. Este club se creó en 2014, producto de la fusión del Feyenoord Ghana y el Red Bull Ghana.